# Twinkle (Sängerin)

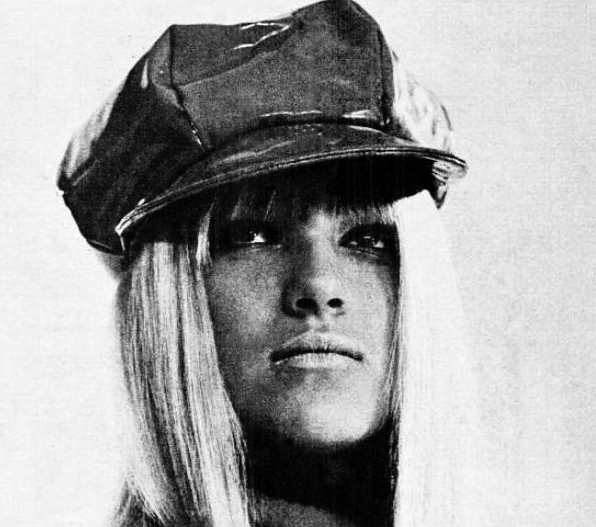
Twinkle (1964)

Twinkle, eigentlich Lynn Annette Ripley, (* 15. Juli 1948 in Surbiton, Surrey, England; † 21. Mai 2015 auf der Isle of Wight) war eine britische Popsängerin und Songschreiberin, die vor allem Mitte der 1960er Jahre erfolgreich war.

## Leben
Twinkles erfolgreichste Lieder waren die britischen Charthits Terry und Golden Lights, die sie als 17-Jährige selbst schrieb und in die Hitparaden brachte. Thematisch hatte Terry Ähnlichkeit mit Leader of the Pack von den Shangri-Las; beide Songs handelten von einem Mädchen, das den Tod seines draufgängerischen Freundes bei einem Motorradunfall betrauert. Einer der Sessionmusiker bei der Aufnahme von Terry war Jimmy Page. In Deutschland wurde Terry 1965 von Marion mit deutschem Text auf Polydor veröffentlicht, jedoch ohne in die deutsche Hitparade einzusteigen.
Twinkles zweiter Hit Golden Lights war ein Lied über ihren ehemaligen Freund Declan Cluskey von den Bachelors. Der Song wurde 1986 von den Smiths gecovert. Smiths-Sänger Morrissey war ein bekennender Bewunderer Twinkles; ebenso haben Elton John und Cat Stevens sich als Fans bekannt.
1965 nahm Twinkle A Lonely Singing Doll auf, eine englische Coverversion des Siegersongs des Grand Prix de la Chanson, Poupée de cire, poupée de son. France Gall hatte mit dem Serge-Gainsbourg-Titel für Luxemburg gewonnen; Twinkles Version jedoch war kein Erfolg beschieden, ebenso wenig wie der folgenden Single Tommy, der Coverversion eines Songs von Reparata & the Delrons, von der Twinkle auch eine in deutscher Sprache gesungene Version veröffentlichte.
Nachdem sie sechs Singles bei Decca Records veröffentlicht hatte, zog sie sich mit 18 erstmals für eine Weile aus dem Schlagergeschäft zurück. 1969 erschien nach mehrjähriger Pause die Single Micky auf dem Immediate Label von Andrew Loog Oldham, doch nur eine Woche nach der Veröffentlichung wurde das Label aufgelöst und ein mögliches Comeback somit verhindert. Bis in die 1980er nahm Twinkle hin und wieder Platten auf; diese späteren Aufnahmen erschienen meist unter dem Namen Twinkle Ripley oder, gemeinsam mit ihrem Vater Sidney Ripley, als Duo Bill & Coo. Daneben war sie als Komponistin für Fernseh-Themenmusiken und Werbejingles tätig. Twinkle war mit dem Schauspieler Graham Rogers verheiratet und hatte mit ihm zwei Kinder. 2010 erkrankte sie an Krebs, an dessen Folgen sie fünf Jahre später verstarb.

## Diskografie (Auswahl)

### Singles und EPs
- 1964: Terry / The Boy of My Dreams
- 1965: Golden Lights / Ain’t Nobody Home But Me
- 1965: Lonely Singing Doll (EP) (A Lonely Singing Doll / Unhappy Boy // Ain’t Nobody Home But Me / Golden Lights)
- 1965: Tommy / So Sad
- 1965: Poor Old Johnny / I Need Your Hand in Mine
- 1965: The End of the World / Take Me to the Dance
- 1966: What Am I Doing Here With You? / Now I Have You
- 1969: Micky / Darby and Joan
- 1974: Days / Caroline (als Twinkle Ripley)
- 1982: I’m a Believer
- 1984: For Sale

### Alben
- Little Star
- 1993: Golden Lights (Kompilation)
- 2001: Golden Lights: Special Edition (Kompilation)
- 2003: Michael Hannah: The Lost Years (Kompilation)